# Oberea paraneavei
Oberea paraneavei là một loài bọ cánh cứng trong họ Cerambycidae.